# チョダイドーク
『チョダイドーク』（Csodaidők）は、ハンガリーの作家ギョルゲイ・エテルカによる児童文学作品、SF小説。第1巻『オグ木々の赤さ』が2006年に、第2巻『追放された人』が2008年に出版社アニムス（Animus Kiadó）から刊行された。のち第3巻『裏切り』が2009年に、最終巻『帰国』が2010年に出版社シュレメヤから刊行された。

## 著者名について
本の表紙には著者として、ラーナ・ラースという名前が記されている。しかし序文を読むと、これは著者のペンネームでないことが分かる。本当の著者については、著作権インフォメーションサイトに書いてある。

## ジャンル
3920年代の未来を舞台とする物語で。第1巻のストーリーは3920年に始まる。本作はジャンルとしてはSFに分類されるが、社会小説やユートピア小説にも分類できる。

## ストーリーの背景
『チョダイドーク』は歴史小説のように書かれた小説であり、ストーリーの背景は重要である。第1巻は、ラーナという身元が明らかにされていない女性が3960年に書いたことになっている。舞台となる場所は、ニタン語圏のカベンと、外部世界と呼ばれるリシュ語圏という2つの世界である（外部世界人は全編を通して「カベン人ではない人」と表現されている）。
外部世界は私たちの世界とよく似ており（実際はリシュ語は読者の語である）、2つの大きな国土に分かれた多文化社会である。一つは主導権を握ったマルチンという政治家が動かしているスターユニオン。カベンはこのスターユニオンの一部、すなわちすべての州に存在する、強い伝統を持った信心深く自律的なコミュニティであり、いわゆる政治集団ではない。社会構成も大家族がコミュニティを構成する形で、誰かがこの大家族のいずれかに属していないと、コミュニティにも属していないこととなる。誰かが家族を離れると、カベンも去らなければならない。カベンを離れたは追放、追放された人は遷客やシェユモンと言われている。
カベンの指導者はマズドラ（マスター）と呼ばれる。マズドラの中で位の低いギーデとこのギーデの目上のシャフィルと呼ばれる指導者がいる。ギーデもシャフィルも唯心論者だが、この唯心論能力の強さは人によって違っている。
ラースはアルファという惑星に住んでいる、カベン最古の一番豊かな家族である。3人の主人公のうち、ギーンとヤーンは、このラース家族の一員である。長男のギーンは18歳のとき、相続権を放棄してシャフィルになった。ギーンの代わりに家督を継いだのは、兄ギーンを嫌っているヤーン。3人目の主人公は、ヤーンの息子で父と同じ名前のヤーン。彼は物語が始まったとき17歳である。序章はギーンとシュモンという2人の子供の誕生で始まる。

## 第1巻のあらすじ
序章のエベント以来45年経った。主人公は母親に捨てられた11歳のジュディ。母親のせいでこれまで一時的に自動養護施設に入れられていたが、物語のはじめに外の惑星にある孤児院に入り、二度と母親と会うことはない。
第2章は、マズドラとして成功した45歳のギーンの視点で書かれている。彼の部下の一人は不明確な状況で交通事故で死亡した。この状況は明らかになっておらず、長い間謎となっていた。しかしギーンがその背景にカベンを追放されたものの、戻りたいと思っている若者の問題があることに気づいた。小説を通じてギーンはこの問題に取り組む。
第3章は、残酷な父親があまり好きではないヤーンの視点で書かれている。彼は家族企業で働き始めたとき初めて外部世界人と会う。

## その他の情報
- 本は我らの太陽系だけではなく、これを越えた世界が描かれている。
- 本の重要なテーマは宗教的自由のために戦う人。
- 主人公の母国語はニタンという言語である。ニタンはエテルカが創造した人工言語である。彼女は現代英語をもとにしてニタン言語を生み出した。ニタンの文法も完全に開発された。ストーリーではたびたびにニタン語での対話、引用符、曲が現れる。